# Amato (häst)
Amato, född 1835, död 27 januari 1841, var ett engelskt fullblod, mest känd för att ha segrat i Derby Stakes (1838), i vad som skulle bli hans enda start i tävlingskarriären. Han blev sedan skadad och avslutade karriären som obesegrad.

## Bakgrund
Amato var en brun hingst efter Velocipede och under Jane Shaw (efter Woful). Han föddes upp och ägdes av Sir Gilbert Heathcote. Han tränades under tävlingskarriären av Ralph Sherwood.
Amato som föddes upp på The Durdans i Epsom av Heathcote och tränades av den lokala tränaren Ralph Sherwood blev en folkkär häst. Det finns även en pub med namnet "Amato Inn", i hans ära.

## Karriär
Amato tävlade endast under säsongen 1838, och sprang in totalt 1 247 791 pund på 1 start, där han även segrade. Han tog karriärens största och enda seger i Derby Stakes (1838).
Amato sattes i träning hos Ralph Sherwood och reds av Jem Chapple. Hans första start i karriären kom att bli 1838 års Derby Stakes. Enligt samtida berättelser fick Amato en dålig start i löpet. På upploppet avancerade Amato, och segrade till skrälloddset 33/1. Han blev sedan skadad och avslutade karriären som obesegrad.
Han fick dock inga större framgångar som avelshingst.

### Död
Amato avled den 27 januari 1841 och hans kropp begravdes på Durdans marker. En sten som fortfarande är synlig markerar platsen där Amato är begravd.